# 卡梅努什卡河
卡梅努什卡河（俄语：Река Каменушка）或オロモトヘ河（日语：／）是萨哈林州波罗奈区的河流，源起东萨哈林山脉中央山脊切尔尼亚霍夫山，长33公里，流域面积93平方公里，注入弗拉基米罗夫卡河。

## 引用
1. ↑  М·Г·瓦西科夫斯基. . 列宁格勒: 气象出版社. 1973 （俄语）.
2. ↑  . 国家水登记处.   [2024-08-24]. （原始内容存档于2024-12-01） （俄语）.